# گاردندیل (تگزاس)
گاردندیل (به انگلیسی: Gardendale) یک منطقهٔ مسکونی در ایالات متحده آمریکا است که در شهرستان اکتور، تگزاس واقع شده‌است. گاردندیل ۲۹٫۷۵ کیلومتر مربع مساحت و ۱٬۵۷۴ نفر جمعیت دارد و ۹۰۴ متر بالاتر از سطح دریا واقع شده‌است.